# Le Mesnil-Adelée
Le Mesnil-Adelée är en kommun i departementet Manche i regionen Normandie i norra Frankrike. Kommunen ligger i kantonen Juvigny-le-Tertre som tillhör arrondissementet Avranches. År 2022 hade Le Mesnil-Adelée 158 invånare.

## Befolkningsutveckling
Antalet invånare i kommunen Le Mesnil-Adelée
| Referens: INSEE |